# Windows Fundamentals for Legacy PCs
Windows Fundamentals for Legacy PCs ("WinFLP") là một hệ điều hành nhỏ gọn từ Microsoft, dựa trên Windows XP Embedded, nhưng đã được tối ưu hoá cho các phần cứng cũ và kém hơn. Nó đã được ra mắt vào ngày 8 tháng 7 năm 2006. Windows Fundamentals for Legacy PCs không phải là tiếp thị như một hệ điều hành mục đích chung chính thức, mặc dù nó có chức năng có thể thực hiện hầu hết các nhiệm vụ thường gắn liền với một. Nó bao gồm các chức năng chỉ có một số khối lượng công việc cho địa phương như an ninh, quản lý, tài liệu xem nhiệm vụ có liên quan và.NET Framework. Nó được thiết kế để làm việc như một giải pháp client-server với khách hàng RDP hoặc khách hàng của bên thứ ba khác như Citrix ICA.

## Lịch sử
WinFLP ban đầu được công bố với tên mã "Eiger" vào ngày 12 Tháng 5 2005.("Mönch" đã được công bố như một dự án theo dõi tiềm năng ở cùng một thời điểm.) Cái tên "Windows Fundamentals for Legacy PCs" xuất hiện trong một thông cáo báo chí vào tháng 9 năm 2005 khi nó được giới thiệu là "trước đây có tên mã là" Eiger "" và được mô tả như là "một lợi ích độc quyền cho khách hàng SA [Microsoft Software Assurance]".
Một đánh giá của Gartner từ tháng 4 năm 2006 nói rằng "Mục đích chính của Windows Fundamentals for Legacy PCs (WinFLP) là cho phép người dùng chạy máy tính cũ để có thể thay thế Windows NT Workstation v.4, Windows 95 và Windows 98 không được hỗ trợ bằng Windows XP được hỗ trợ đầy đủ (hoặc, cuối cùng, một phiên bản dựa trên Windows Vista). [...] Vì WinFLP sẽ có khả năng chạy một số ứng dụng cục bộ - bao gồm Internet Explorer, máy nghe nhạc, nhắn tin, khách hàng, các máy ảo Java, trình mô phỏng thiết bị đầu cuối và ICA hoặc Remote Desktop Protocol khách hàng, nhưng không phải bất kỳ ứng dụng ngẫu nhiên (bao gồm cả MS Office) - chúng tôi tin rằng WinFLP phải mô tả là bản dành cho "lean client" hơn là "thin client"
Phiên bản RTM của Windows Fundamentals for Legacy PCs đã được ra mắt vào ngày 8 tháng 7 năm 2006. Sự ra mắt được thông báo với báo chí vào ngày 12 tháng 7 năm 2006.
Tháng 5 2011, Microsoft ra mắt Windows Thin PC kế nhiệm WinFLP.

## Đặc điểm kỹ thuật
Microsoft định vị WinFLP như là một hệ điều hành cung cấp dịch vụ máy tính cơ bản trên phần cứng cũ hơn, trong khi vẫn cung cấp tính năng quản lý cốt lõi của nhiều bản phát hành Windows gần đây, chẳng hạn như Windows Firewall, Group Policy, Automatic Updates, và các dịch vụ quản lý khác. Tuy nhiên, nó không được coi là một hệ điều hành có mục đích chung của Microsoft.
Windows Fundamentals for Legacy PCs bắt nguồn từ Windows XP Embedded và được tối ưu hoá cho các máy tính có phần cứng yếu và cũ. Nó đòi hỏi tài nguyên hệ thống ít hơn đáng kể so với Windows XP có đầy đủ tính năng. Nó cũng có tính năng kết nối mạng, hỗ trợ thiết bị ngoại vi mở rộng cơ bản.DirectX, và khả năng khởi động điều khiển máy tính từ xa từ đĩa compact. Ngoài các ứng dụng cục bộ, nó cung cấp hỗ trợ lưu trữ trên một máy chủ từ xa bằng cách sử dụng Remote Desktop. Nó có thể được cài đặt trên một ổ đĩa cứng cục bộ, hoặc cấu hình để chạy trên một máy trạm không ổ cứng.
Bộ cài đặt cho Windows Fundamentals for Legacy PCs sử dụng một giao diện hiện đại trong quá trình cài đặt, tương tự như Windows Vista.

## Ưu điểm
Để cho hiệu suất tốt hơn trên các máy cũ, WinFLP giảm số lượng các tập tin làm tăng tốc độ khởi động, và giảm số lượng dịch vụ cũng giúp cải thiện an ninh và đáp ứng. Những người có phần cứng cũ không thể chạy một phiên bản cập nhật của Windows XP hữu ích có cơ hội để sử dụng một phiên bản an toàn Windows hơn các hệ điều hành chưa được vá cũ.

## Yêu cầu hệ thống
Mặc dù được tối ưu hóa cho máy tính cũ, yêu cầu phần cứng của nó tương tự như Windows XP, mặc dù nó chạy nhanh hơn trên một chiếc đồng hồ xung nhịp chậm hơn so với Windows XP

## Nhược điểm
WinFLP có một tính năng thiết lập nhỏ hơn so với Windows XP. Ví dụ, WinFLP không bao gồm Paint, Outlook Express và trò chơi Windows như Solitaire. Một hạn chế khác là sự vắng mặt của các tab tương thích trong Properties... hộp thoại cho các tập tin thực thi.
Internet Explorer 8 (và 7) có thể được cài đặt, nhưng một hotfix là cần thiết để tự động hoàn tất làm việc trong các phiên bản mới của trình duyệt.

## Sự có mặt trên thị trường
WinFLP được dành riêng cho các khách hàng của Microsoft Software Assurance, vì nó được thiết kế để có một lựa chọn nâng cấp không tốn kém cho công ty có máy tính Windows 9x, nhưng thiếu phần cứng cần thiết để hỗ trợ Windows mới nhất. Nó không có sẵn thông qua các kênh bán lẻ hoặc OEM.
Ngày 7 tháng 10 năm 2008, Bản dịch vụ 3 cho Windows Embedded for Point of Service và WinFLP được phát hành.
Ngày 18 tháng 4 năm 2013, Bản dịch vụ 3 cho WinFLP (phiên bản 3) được phát hành.
Các trang tiếp thị của Microsoft cho Windows Fundamentals bây giờ chuyển hướng đến những người của Windows Thin PC, cho thấy rằng Windows Fundamentals không còn có sẵn cho bất kỳ khách hàng.
WinFLP có chính sách hỗ trợ giống như Windows XP, kết thúc vào 8 tháng 4 năm 2014.